# Retrato de Lucina Brembati
El Retrato de Lucina Brembati es una pintura al óleo sobre tabla de 52,6 x 44,8 cm de Lorenzo Lotto, datado hacia 1518 y conservado en la Academia Carrara de Bérgamo.

## Historia
El cuadro se conoce desde el 12 de enero de 1882, cuando entró en la Academia procedente de una colección privada de Bérgamo, como retrato de mujer desconocida. A inicios del siglo XX se reveló la identidad de la mujer, gracias a la correcta interpretación de dos detalles insertados por el autor para sugerir el nombre: el escudo de la familia Brembati en el anillo del índice izquierdo y el enigmático acertijo del fondo, con la luna conteniendo la inscripción "CI", para "leer", pues, "Lu-CI-na", el nombre de la dama: Lucina Brembati.

## Descripción y estilo
La protagonista aparece a media figura, con el busto frontal y el rostro ligeramente de tres cuartos. La vestimenta denota su alto estatus social, con un vestido oscuro de mangas amplias y abullonadas, muy escotado pero moderado al asomar una fina camisa con cintas doradas y bordados en forma de concha, así como abundantes joyas: varios anillos, un collar de perlas de varias vueltas retorcidas y una cadena con un colgante en forma de cuerno de oro, que era usado como palillo en la época. En la cabeza lleva un voluminoso tocado bermellón con lazos dorados y perlas, la "capigliara" o "balzo", según una moda lanzada por Isabel de Este.
A diferencia de la tradición veneciana del retrato idealizado, ligada a las obras de Tiziano y Palma el Viejo, Lotto plasmó un retrato verdadero y realista, como demuestran algunos detalles como el rostro asimétrico, el doble mentón y la nariz afilada, remitiendo más bien a la tradición lombarda local (como Cavazzola).
Algunos estudiosos han leído en el gesto de la mano sobre el vientre una alusión al hecho de que la mujer estaría embarazada, en un embarazo tardío pero que no está documentado. En este sentido habría sido una alusión culta a Juno Lucina, cuyo nombre también evocaría el de la dama; además, la marta muerta simbolizaría la derrota de lo que en la época estaba considerado un presagio de desgracia para las mujeres en estado de buena esperanza. Para otros estudiosos la piel de marta entera sería en cambio símbolo de lealtad conyugal. El fondo está cubierto por una pesada cortina brocada roja extendida en diagonal contra un cielo nocturno.
Lucina era esposa del conde Leonino Brembati del cual Lotto también había hecho un retrato, representado con una pata de león en una mano, y que muestra también el anillo con el escudo de la familia Brembati. La pareja había tenido un hijo, Gerolamo, nacido prematuramente y que se casó con Caterina Suardi - hija de Pietro y Paola Da Ponte, que tenían un rico palacio en la vía Ponta Dipinta - aportando una rica dote; quizás en ocasión de este matrimonio el artista pintó Venus y Cupido.